# Liste der Baudenkmäler in Augsburg-Göggingen
In der Liste der Baudenkmäler in Göggingen sind die Baudenkmäler  im
Planungsraum Göggingen
(XIV)
aufgelistet. Zu diesen Baudenkmälern gibt es auch eine Bildersammlung.
Diese Liste ist eine Teilliste der Liste der Baudenkmäler in Augsburg. Grundlage der Liste ist die Bayerische Denkmalliste, die auf Basis des bayerischen Denkmalschutzgesetzes vom 1. Oktober 1973 erstmals erstellt wurde und seither durch das Bayerische Landesamt für Denkmalpflege geführt und aktualisiert wird. Die folgenden Angaben ersetzen nicht die rechtsverbindliche Auskunft der Denkmalschutzbehörde.

## Baudenkmäler nach Stadtbezirken

### Göggingen-Nordost
| Lage                                                    | Objekt                      | Beschreibung | Akten-Nr.               | Bild           |
| ------------------------------------------------------- | --------------------------- | --- | ----------------------- | -------------- |
| Gögginger Straße 105 a, Gögginger Straße 101 (Standort) | Ehemaliges Artillerie-Depot | Dreigeschossiger Blankziegelbau mit turmartigen Eckrisaliten und getrepptem Bogenfries an der Traufleiste, 1897 Nebengebäude, zweigeschossiger, schmaler Blankziegelbau mit Satteldach, umlaufendem Gurt- und Traufgesims und eingefasstem Giebel, wohl gleichzeitig | D-7-61-000-338 Wikidata | weitere Bilder |

### Göggingen-Nordwest
| Lage                                                                   | Objekt                                                                          | Beschreibung | Akten-Nr.                | Bild                                                                            |
| ---------------------------------------------------------------------- | ------------------------------------------------------------------------------- | --- | ------------------------ | ------------------------------------------------------------------------------- |
| Butzstraße 14 (Standort)                                               | Wohn- und Geschäftshaus                                                         | Dreigeschossiger Mansarddachbau mit polygonalen Erkertürmchen, Mittelrisalit mit Zwerchhäusern und Putzdekor, 1906/08 | D-7-61-000-1154 Wikidata | Wohn- und Geschäftshaus                                                         |
| Döllgaststraße 7, 8, 9, 10, 12, Fabrikstraße 11 (Standort)             | Zwirnerei und Nähfadenfabrik Göggingen                                          | Ehemaliges Fabrikgebäude, breitgelagerter viergeschossiger Backsteinbau mit seitlichen Turmaufbauten, durch Risalite mit attikaartigen Bekrönungen und durch Lisenen zwischen den großen Fensteröffnungen vertikal akzentuiert, von H. Kraus, 1909–1910 Ehemaliges Kesselhaus, zweiteilige Gebäudegruppe mit Walm- bzw. Satteldach und Pilastergliederung, 1889, 1909 erweitert Shedhalle, erdgeschossiger Backsteinbau mit Lisenengliederung und rhythmisch hochgestürztem Kranzgesims, von H. Kraus, 1909–1910 Turbinenhaus, erdgeschossiger Satteldachbau mit rundbogigen Fenstern und Putzgliederung, Ende 19. Jahrhundert | D-7-61-000-1270 Wikidata | weitere Bilder                                                                  |
| Fabrikstraße 5, 7, Koloniestraße 1, 2, 3, 4, 5, 7 (Standort)           | Ehemaliges Arbeiterquartier der Nähfadenfabrik Göggingen                        | Zweigeschossige Satteldachbauten mit Ecklisenen, bilden zusammen mit Fabrikstraße 5 und 7 eine einheitliche Siedlung, 1873–1877 | D-7-61-000-1180          | weitere Bilder                                                                  |
| Nähe Fabrikkanal, Nähe Fabrikstraße (Standort)                         | Wasserkraftwerk am Fabrikkanal                                                  | eingeschossiger Massivbau mit Satteldach, Lisengliederung und Rundbogenfenstern, um 1900 als Transmissionsanlage errichtet, 1908 auf Stromerzeugung mittels Francis-Turbinen umgerüstet; mit technischer Ausstattung; Teile der ursprünglichen Transmissionsscheiben im zugehörigen Kesselhaus | D-7-61-000-1935          | weitere Bilder                                                                  |
| Gögginger Straße 96 (Standort)                                         | Kapelle zur Schmerzhaften Muttergottes                                          | Neugotischer Walmdachbau mit eingezogenem Flachchor und drei spitzbogigen Pfeilerarkaden, 1840, 1860 hierher transloziert, mit Ausstattung, bei Haus Nr. 98 | D-7-61-000-337 Wikidata  | weitere Bilder                                                                  |
| Gögginger Straße 122 (Standort)                                        | Villa Afra                                                                      | Viergeschossiger, giebelständiger Satteldachbau mit gusseisernem, über drei Geschosse gezogenem Balkon in maurischen Formen, von Karl Albert Gollwitzer, 1890 | D-7-61-000-339 Wikidata  | weitere Bilder                                                                  |
| Gögginger Straße 130 a (Standort)                                      | Stadtvilla                                                                      | über hohem Kellersockel gestelzter zweigeschossiger, reich gegliederter und asymmetrischer Massivbau, rückseitig dreigeschossig mit Dachterrasse, Neurenaissance, wohl für Familie Winpfheimer, um 1895, ab 1912 Wohnhaus Friedrich Hessings; rückwärtiges Gartentor, gleichzeitig | D-7-61-000-1969          | weitere Bilder                                                                  |
| Gögginger Straße 132, Bischoffstraße 9 (Standort)                      | Klosterschule der Franziskanerinnen Maria Stern, jetzt Gymnasium und Realschule | Viergeschossiger, langgestreckter Bau mit flachem Walmdach, Mezzaningeschoss, nach Osten vorspringender Kapelle und südlich anschließendem, dreigeschossigem Anbau mit flachem Satteldach, von Heinrich Sturzenegger und Anton Horle, 1933, mit Ausstattung Weitläufiger zugehöriger Garten, von Hans Wohlwend jr., gleichzeitig | D-7-61-000-1168 Wikidata | Klosterschule der Franziskanerinnen Maria Stern, jetzt Gymnasium und Realschule |
| Panoramastraße 1 (Standort)                                            | Ehemaliges Bischoffsches Gartengut                                              | Zweigeschossiger klassizistischer Walmdachbau mit zwei Zwerchhäusern, 1795, Zwerchhäuser wohl um 1900 Gartenportal, mit Vasen, gleichzeitig Gartenhaus, säulengestützter Zeltdachbau mit tieferliegendem westlichem Anbau, wohl gleichzeitig Zugehöriger Park | D-7-61-000-768 Wikidata  | weitere Bilder                                                                  |
| Von-Cobres-Straße 1, Nähe Friedhofweg, Von -Cobres-Straße 3 (Standort) | Ehemaliges Schloss, sogenanntes Fuggerschlösschen, später Rathaus               | Zweiflügelige Anlage aus zweigeschossigen Satteldachbauten und nördlicher Verbindungsmauer mit Torbogen zum Nebengebäude, im Kern 16. Jahrhundert, Veränderungen im 17. und 18. Jahrhundert, stark erneuert Nebengebäude, zweigeschossiger Walmdachbau, wohl gleichzeitig Einfriedung, an der Rückseite zum Garten Gittertor und sieben Pfeiler mit Sandsteinvasen, um 1800 Mauerzug und Turm mit Zeltdach, westlich an den Hauptflügel anschließend, wohl gleichzeitig Reste der Gartenanlage mit altem Baumbestand | D-7-61-000-1058 Wikidata | weitere Bilder                                                                  |
| Von-Cobres-Straße 2 (Standort)                                         | Evangelisch-lutherische Dreifaltigkeitskirche                                   | Saalbau mit eingezogenem Chor und nördlichem Turm mit glockenförmigem Haubendach, von Ulrich Lang, 1911/12, mit Ausstattung Torhaus, an der Hauptstraße Eingang zum Kirchhof, erdgeschossiger Walmdachbau mit Kolonnaden und seitlichen Pavillons, gleichzeitig | D-7-61-000-1059 Wikidata | weitere Bilder                                                                  |
| Von-Cobres-Straße 5 (Standort)                                         | Ehemalige Franz-Schubert-Volksschule                                            | Dreigeschossiger Walmdachbau mit Eckrisaliten und turmartigem Mittelrisalit, Fassade mit neubarocken Gliederungen, um 1900 | D-7-61-000-1060 Wikidata | weitere Bilder                                                                  |
| Von-Cobres-Straße 6 (Standort)                                         | Katholische Pfarrkirche St. Georg und Michael                                   | Saalbau mit eingezogenem Chor und nördlichem Turm mit Zwiebelhaube, Turmuntergeschosse zweite Hälfte 13. und zweite Hälfte 15. Jahrhundert, Chor und Langhaus 1713, Turmobergeschoss 1736, mit Ausstattung | D-7-61-000-555 Wikidata  | weitere Bilder                                                                  |
| Von-Cobres-Straße 19 (Standort)                                        | Friedhof Göggingen                                                              | Alter Kern im Süden, mit Grabdenkmälern des 19./20. Jahrhundert, mehrere Erweiterungen nach Norden und Westen Einfriedung, wohl 19. Jahrhundert | D-7-61-000-263 Wikidata  | weitere Bilder                                                                  |
| Wellenburger Straße 58 (Standort)                                      | Katholische Pfarrkirche zum Heiligsten Erlöser                                  | Saalbau auf dreieckigem Grundriss, mit freistehendem Campanile und nördlich angebauter Kapelle, von Thomas Wechs, 1959–1961, mit Ausstattung Pfarrhaus und Pfarrsaal, angeschlossene erdgeschossige Nebengebäuden mit Flachdach, gleichzeitig | D-7-61-000-1231 Wikidata | weitere Bilder                                                                  |

### Göggingen-Süd
| Lage | Objekt                                              | Beschreibung | Akten-Nr.                | Bild               |
| --- | --------------------------------------------------- | --- | ------------------------ | ------------------ |
| Bahnstraße 15 (Standort) | Gartenvilla                                         | Dreigeschossiger Bau mit flachem Satteldach und seitlich zweigeschossigen Anbauten, um 1860, 1896 zum Gästehaus der hessingschen Kuranstalt ausgebaut Mit zugehörigem Park | D-7-61-000-127 Wikidata  | Gartenvilla        |
| Bürgermeister-Aurnhammer-Straße 9, Bürgermeister-Aurnhammer-Straße 11 (Standort)                                                                      | Ehemaliges Postgebäude                              | Zweigeschossiger, giebelständiger Satteldachbau mit vorgesetztem, halbrundem Treppenhaus im Süden und östlich erdgeschossigem Anbau mit Satteldach, Blankziegel, von Georg Werner und Heinrich Goetzger, 1931 Ummauerung und Wartehalle, gleichzeitig | D-7-61-000-192 Wikidata  | weitere Bilder     |
| Bürgermeister-Aurnhammer-Straße 33 (Standort) | Ehemaliges Gartengut, jetzt Wohn- und Geschäftshaus | Zweigeschossiger Walmdachbau mit korbbogigem Eingang und klassizistischer Putzgliederung, um 1790 | D-7-61-000-193 Wikidata  | weitere Bilder     |
| Bürgermeister-Aurnhammer-Straße 51 (Standort) | Bauernhaus                                          | Einfirsthof, zweigeschossiger, giebelständiger Satteldachbau mit zwei Zwerchhäusern und östlich anschließendem Wirtschaftsteil, im Kern 17./18. Jahrhundert | D-7-61-000-194 Wikidata  | weitere Bilder     |
| Butzstraße 17 (Standort) | Ehemaliges Kurhaus                                  | dreigeschossiger Walmdachbau mit übergiebeltem, dreiachsigem Mittelerker, rückwärtig Erker mit Korbbogenfenstern, für Friedrich Hessing, 1891, Ausbau wohl um 1906 | D-7-61-000-1974          | Ehemaliges Kurhaus |
| Gerhart-Hauptmann-Straße 13, Gerhart-Hauptmann-Straße 15 (Standort)                                                                                   | Doppelwohnhaus                                      | Zweigeschossiger, vielgliedrig gestaffelter Baukörper mit Flachdach und zwei über die Baumasse aufragenden Treppentürmen mit Pultdach, von Karl Freyinger, 1971 Einfriedung, gleichzeitig | D-7-61-000-1464 Wikidata | Doppelwohnhaus     |
| Hessingstraße 1 und 2, Butzstraße 17 und 25, Hessingstraße 6 a, Hessingstraße 17, Wellenburger Straße 12, Butzstraße 19 a, Hessingstraße 8 (Standort) | Hessingsche Orthopädische Heilanstalt               | Umfangreicher Baukomplex beiderseits der Straße, entstanden aus der nach Mitte 19. Jahrhundert von Hofrat Friedrich von Hessing in dem ehemaligen Priesterhaus eingerichteten orthopädischen Heilanstalt, 1868–1893 durch Klinikgebäude, Gästehaus (sogenannte Burg) und Anstaltskirche erweitert Ehemaliges Priesteraltersheim, dreigeschossiger Walmdachbau mit übergiebeltem Mittelrisalit und klassizistischen Wandgliederungen, durch Fürstbischof Clemens Wenzeslaus errichtet, 1790 Ehemaliges Gästehaus, sogenannte Burg, dreigeschossige, schlossartige Anlage über winkelförmigem Grundriss, mit zinnenbestückten Terrassen, Türmen und Erdgeschoss mit Grotte und Springbrunnen, in Formen der Romanik, Gotik und Renaissance, von Karl Albert Gollwitzer, um 1880 Klinik, zwei Flügelbauten der ursprünglichen Anlage, zweigeschossige Satteldachbauten mit neubarocken Westgiebeln, von Jean Keller, 1887–1889 Sogenanntes Ärztehaus, dreigeschossiger Walmdachbau mit Giebelrisaliten, Schweifgiebel und polygonalem Eckturm, von Jean Keller, um 1890/1900, äußerlich vereinfacht Anstaltskirche, Saalbau mit eingezogenem Chor und westlichem Dachreiter, Außenbau neubarock, Inneres neugotisch, von Jean Keller, 1890–1893, mit Ausstattung Denkmal des Hofrats Friedrich von Hessing, Bronzeguss, von Eugen Boermel, 1908 Wandelhalle, mit 27 Stichbogenarkaden und vier Pavillons, Stirnpavillons mit welscher Haube, mittlere Pavillons mit Zeltdach, von Jean Keller, 1896/99 Zugehörige Gartenanlage Ehemaliges Kurhaustheater und ehemalige Hessingsche Ökonomie, siehe Klausenberg 6, 8a–c | D-7-61-000-402 Wikidata  | weitere Bilder     |
| Klausenberg 8 b, Klausenberg 6, Klausenberg 8 (Standort)                                                                                              | Ehemalige Hessingsche Ökonomie und Kuranstalt       | Ostflügel der ursprünglich dreiseitig umbauten Hofanlage, zweigeschossiger Satteldachbau mit aufwendig gestaltetem Nordgiebel und südlichem Treppengiebel, von Jean Keller, ab 1869 Dahinter ehemaliges Kurhaustheater, Kombination von Palmenhaus und Sommertheater, gestaffelter Baukörper mit transparentem, nach Süden korbbogig abschließendem Zuschauerraum, massivem Bühnenbau im Norden und daran anschließenden erdgeschossigen Flügelbauten als Restaurationsgebäude mit Verbindungsgängen zur Kuranstalt, in Eisen-, Glas- und Steinkonstruktion, von Jean Keller, 1886 Ehemalige Blumenhalle, Südflügel der Kuranstalt, zweigeschossiger Walmdachbau mit vorgelagerter Halle im Erdgeschoss, gleichzeitig Wohnhaus, westlich zweigeschossiges Nebengebäude mit Satteldach, Treppengiebel, Zwerchhaus und südlichem Anbau mit Zeltdach und turmartigen Zinnen, im Kern um 1760, Umgestaltung um 1880 Parkanlage | D-7-61-000-554 Wikidata  | weitere Bilder     |
| Klausenberg 12 (Standort) | Wohn- und Geschäftshaus                             | Zweigeschossiger Traufseitbau mit Schopfwalmdach, Fassade mit klassizistischem Putzdekor, Anfang 19. Jahrhundert | D-7-61-000-556 Wikidata  | weitere Bilder     |
| Klausenberg 20, Klausenberg 18, Gerhart-Hauptmann-Straße 16, Klausenberg 16 (Standort)                                                                | Ehemaliges Bühlersches Gartengut                    | Bestehend aus: Graf Seyssel d´Aixsches Schlösschen, dreigeschossiger Mansardwalmdachbau mit zweigeschossigem Anbau im Süden und klassizistischer Stuckgliederung der Fassade, im Kern Mitte 18. Jahrhundert, Veränderung um 1786/88, Anbau um 1870/80 Ehemalige Remise, Stall und Waschküche, erdgeschossiges Nebengebäude mit Zwerchhaus und Mansarddach mit Schopf, um 1820 Pavillon, gemauerter Rundbau mit Umgang im Obergeschoss und flachem Kegeldach, im Südosten, vielleicht über mittelalterlichem Burgturm-Rest, um 1830, Veränderung um 1880 Teepavillon, sechseckiger Holzbau mit Zeltdach, um 1830/40 Ummauerung, Pfeiler mit Löwenfiguren, wohl 18. Jahrhundert Zugehörige Parkanlage | D-7-61-000-557 Wikidata  | weitere Bilder     |
| Klausenberg 28 (Standort) | Ehemalige Villa von Karl Albert Gollwitzer          | Dreigeschossiger, giebelständiger Satteldachbau mit flachen Blendarkaden und Belvedere-Turm, in neugotisch-osmanisierenden Stil, von Karl Albert Gollwitzer, 1894, stark vereinfacht | D-7-61-000-558 Wikidata  | weitere Bilder     |
| Miltenbergstraße 9 (Standort) | Villa                                               | Zweigeschossiger, asymmetrischer Zeltdachbau mit Flacherker, vorgelagertem Treppenhaus und Zwerchgiebeln, Spätjugendstil, bezeichnet „1912“ | D-7-61-000-1243 Wikidata | weitere Bilder     |
| Miltenbergstraße 11 (Standort) | Villa                                               | Zweigeschossiger Walmdachbau mit leicht geschwungenem Zwerchgiebel, halbrundem Bodenerker und turmartigem Treppenhaus, 1909, Westfassade 1951 verändert, Dachausbau 1950er Jahre | D-7-61-000-1462 Wikidata | weitere Bilder     |
| Römerweg 50 (Standort) | Ehemaliges Krankenhaus Göggingen                    | Zweigeschossiger Walmdachbau über hohem Sockelgeschoss, mit Eckrisaliten und übergiebeltem Mittelrisalit, Neubarock, bezeichnet „1903“ Zugehöriger Park | D-7-61-000-1191 Wikidata | weitere Bilder     |